# Cachemire pakistanais
Cet article court présente un sujet plus développé dans plusieurs articles dérivés.

Carte du Cachemire, divisée entre les parties administrées par la Chine (en jaune), l'Inde (en bleu) et le Pakistan (en vert).

Le Cachemire pakistanais est une expression faisant référence aux parties du Cachemire administrées par la république islamique du Pakistan,.
Les subdivisions territoriales concernées, dénommées territoires, sont, :
- l'Azad Cachemire ;
- le Gilgit-Baltistan.